# Sieliszcze (sielsowiet Horanie)
Sieliszcze (biał. Селішча, ros. Селище) – wieś na Białorusi, w obwodzie mińskim, w rejonie mińskim, w sielsowiecie Horanie.